# Julião de Anazarbo
São Julião de Anazarbus (também conhecido como Julião da Cilícia e Julião de Tarsus) é um mártir do séc. IV canonizado pela Igreja Católica. Filho de um senador foi preso aos 18 anos de idade (?) por ser cristão, durante as perseguições de Diocleciano. Diz-se que resistiu, primeiro, a tormentos e que foi submetido, depois, a um período em que tentaram pervertê-lo por métodos suaves. Durante o período de um ano terá sido conduzido por vilas e aldeias da região da Cilicia, para que os pagãos zombassem dele. Mas nada o demoveu de sua fidelidade a Jesus Cristo. Foi, por fim, lançado ao mar, dentro de um saco de areia com serpentes venenosas e escorpiões. O mar levou o seu corpo até Alexandria onde foi sepultado antes de ser levado para Antioquia.